# Elathous ekaterinae
Elathous ekaterinae là một loài bọ cánh cứng trong họ Elateridae. Loài này được Preiss miêu tả khoa học năm 2003.